# Laeliocattleya
Laeliocattleya é um género botânico pertencente à família das orquídeas (Orchidaceae), resultado do cruzamento de Laelia com Cattleya.